# Kardigudda, Gangawati
Kardigudda là một làng thuộc tehsil Gangawati, huyện Koppal, bang Karnataka, Ấn Độ.